# FK Slovan Havířov
TJ Slovan Havířov je český fotbalový klub sídlící ve slezském městě Havířov, městské části Šumbark v Moravskoslezském kraji. Momentálně hraje I. B třídu Moravskoslezského kraje – sk. C (7. nejvyšší soutěž). Klubové barvy jsou bílá a zelená. Své domácí zápasy odehráva na Fotbalovém stadionu v Opletalově ulici.

## Historie
Historie klubu se datuje od roku 1951. Slovan hrál nejvýše I. A třídu, jenže na dohledání dalších informací by potřeboval dlouhého listování klubovou kronikou. Při sloučení působil jen v okresním přeboru. V roce 1995 klub vystoupil z tělovýchovné jednoty a přejmenoval se na FK Slovan Havířov. V roce 2004 byl Fotbalový klub Slovan Havířov na vlastní žádost přijat zpět do TJ Slovan Havířov. V roce 2006 byly hráči převedeni společně s hračí TJ Baník Havířov převedeni do nového klubu MFK Havířov. V roce 2011 byla činnost fotbalového oddílu obnovena.

### Historické názvy
- 1951 – TJ Slovan Havířov (Tělovýchovná jednota Slovan Havířov)
- 1995 – FK Slovan Havířov (Fotbalový klub Slovan Havířov)
- 2004 – TJ Slovan Havířov (Tělovýchovná jednota Slovan Havířov)

## Umístění v jednotlivých sezonách
Stručný přehled
- 2011–2014: Okresní soutěž Karvinska
- 2014–2025: Okresní přebor Karvinska
- 2025–: I. B třída Moravskoslezského kraje – sk. C

Jednotlivé ročníky
Legenda: Z - zápasy, V - výhry, R - remízy, P - porážky, VG - vstřelené góly, OG - obdržené góly, +/- - rozdíl skóre, B - body, červené podbarvení - sestup, zelené podbarvení - postup, fialové podbarvení - reorganizace, změna skupiny či soutěže
| Česko (2011– )                                   |                          |        |    |    |   |    |    |    |     |    |        |
| Sezóny                                           | Liga                     | Úroveň | Z  | V  | R | P  | VG | OG | +/- | B  | Pozice |
| 2011/12                                          | Okresní soutěž Karvinska | 9      | 20 | 3  | 2 | 15 | 26 | 79 | -53 | 11 | 5.     |
| 2012/13                                          | Okresní soutěž Karvinska | 9      | 20 | 4  | 3 | 13 | 29 | 68 | -39 | 15 | 6.     |
| 2013/14                                          | Okresní soutěž Karvinska | 9      | 12 | 8  | 0 | 4  | 27 | 19 | +6  | 24 | 1.     |
| 2014/15                                          | Okresní přebor Karvinska | 8      | 15 | 6  | 4 | 5  | 33 | 30 | +3  | 22 | 9.     |
| 2015/16                                          | Okresní přebor Karvinska | 8      | 28 | 12 | 6 | 10 | 67 | 66 | +1  | 42 | 6.     |
| 2016/17                                          | Okresní přebor Karvinska | 8      | 24 | 10 | 4 | 10 | 48 | 70 | -22 | 34 | 7.     |
| 2017/18                                          | Okresní přebor Karvinska | 8      | 22 | 5  | 3 | 14 | 50 | 74 | -24 | 18 | 10.    |
| 2018/19                                          | Okresní přebor Karvinska | 8      | 22 | 10 | 1 | 11 | 64 | 62 | +2  | 31 | 7.     |
| Sezona 2019/20 zrušená kvůli pandemii covidu-19. |                          |        |    |    |   |    |    |    |     |    |        |
| 2020/21                                          | Okresní přebor Karvinska | 8      | 7  | 4  | 0 | 3  | 15 | 23 | -8  | 9  | 9.     |
| 2021/22                                          | Okresní přebor Karvinska | 8      | 20 | 10 | 4 | 6  | 52 | 42 | +10 | 34 | 4.     |
| 2022/23                                          | Okresní přebor Karvinska | 8      | 22 | 13 | 5 | 4  | 52 | 27 | +25 | 44 | 2.     |
| 2023/24                                          | Okresní přebor Karvinska | 8      | 24 | 17 | 4 | 3  | 89 | 35 | +54 | 58 | 2.     |
| 2024/25                                          | Okresní přebor Karvinska | 8      | 22 | 17 | 3 | 2  | 93 | 24 | +69 | 54 | 1.     |

Poznámky:
- 2020/21: Sezona nedohrána kvůli pandemii covidu-19.